# Naggetjaure
Naggetjaure är en sjö i Malå kommun i Lappland och ingår i Skellefteälvens huvudavrinningsområde. Sjön har en area på 1,93 kvadratkilometer och ligger 351 meter över havet.

## Delavrinningsområde
Naggetjaure ingår i det delavrinningsområde (724888-161726) som SMHI kallar för Utloppet av Naggetjaure. Medelhöjden är 375 meter över havet och ytan är 28,07 kvadratkilometer. Det finns inga avrinningsområden uppströms utan avrinningsområdet är högsta punkten. Nordbäcken som avvattnar avrinningsområdet har biflödesordning 4, vilket innebär att vattnet flödar genom totalt 4 vattendrag innan det når havet efter 169 kilometer. Avrinningsområdet består mestadels av skog (60 procent) och sankmarker (28 procent). Avrinningsområdet har 2,09 kvadratkilometer vattenytor vilket ger det en sjöprocent på 7,4 procent.